# Edmund Beaufort (2. książę Somersetu)
Edmund Beaufort (ur. ok. 1406, zm. 22 maja 1455 pod St Albans) – angielski możnowładca, jedna z najważniejszych postaci na angielskiej scenie politycznej w okresie poprzedzającym wojnę dwóch róż. Był młodszym synem Jana Beauforta, 1. hrabiego Somerset, i lady Margaret Holland, córki Thomasa Hollanda, 2. hrabiego Kentu.

## Życiorys
Już w wieku 15 lat brał udział w walkach we Francji. W 1421 r. został wzięty do niewoli (razem ze starszym bratem Janem) w bitwie pod Baugé. Wolność odzyskał dopiero w 1427 r. W 1431 r. objął dowodzenie nad angielską armią we Francji. Po zdobyciu Harfleur otrzymał w 1436 r. Order Podwiązki. Kolejne sukcesy militarne przyniosły mu tytuły hrabiego Dorset (1442) oraz markiza Dorset (1443). Po śmierci Jana Beauforta w 1444 r. został 4. hrabią Somerset. W latach 1444–1449 był namiestnikiem Francji. W 1448 r. został kreowany księciem Somerset. Nominalnie był pierwszym księciem nowej kreacji, ale ponieważ poprzednim księciem Somerset był jego brat, Edmund nosił tytuł 2. księcia.
Somerset należał do stronnictwa księcia Suffolk, faworyta królowej Małgorzaty Andegaweńskiej. W 1449 r. złupił miasto Fougères, mimo iż trwał rozejm z Francją. Król Karol VII zażądał odszkodowania, ale Suffolk i Somerset odmówili. W 1450 r. Francuzi najechali Normandię. W listopadzie Somerset został oblężony w Rouen. W zamian za bezpieczny odjazd dla siebie i rodziny oddał Francuzom Rouen i okoliczne miasta. Utrata Normandii wywołała rozruchy w kraju i spowodowała upadek Suffolka.
Do władzy doszedł przedstawiciel stronnictwa Yorków, Ryszard Plantagenet, 3. książę Yorku. W październiku 1451 r. parlament oskarżył Somerseta o niegodne sprawowanie władzy i książę został uwięziony. W grudniu jednak król Henryk VI, pod wpływem swojej żony, uwolnił Somerseta i powierzył mu urząd komendanta Calais i kontrolera finansów dworu królewskiego. Atak choroby psychicznej Henryka VI w 1453 r. spowodował, że York ponownie doszedł do władzy, a Somerset został osadzony w Tower of London. Pod koniec 1454 r. Henryk odzyskał zmysły. Somerseta wypuszczono z Tower i ponownie powierzono komendę nad Calais.
W czasie choroby psychicznej króla królowa Małgorzata urodziła syna, Edwarda, którego ojcem ogłoszono Henryka VI. Jednak krążyły plotki, że prawdziwym ojcem księcia Walii był właśnie Somerset. W 1455 r. doszło do starcia ze stronnictwem Yorków. W maju Ryszard Plantagenet na czele armii pomaszerował przeciwko księciu. 22 maja pod St Albans wojska lancasterskie poniosły klęskę, a Somerset zginął na polu bitwy.

## Życie prywatne
Przed 1436 r. poślubił lady Eleanor Beauchamp, córkę Richarda de Beauchampa, 13. hrabiego Warwick, i Elizabeth de Berkeley, córki 5. barona Berkeley. Edmund i Eleanor mieli razem czterech synów i pięć córek:
- Elżbieta Beaufort (ok. 1441- ok. 1470), żona Henry’ego Fitz Lewisa, miała córkę Mary (drugą żonę Anthony’ego Woodville’a)[2],
- Anna Beaufort (1435 – przed 28 listopada 1498), żona sir Williama Pastona, miała dzieci
- Henryk Beaufort (26 stycznia 1436 – 15 maja 1464), 3. Książę Somersetu
- Eleonora Beaufort (ok. 1438 – 16 sierpnia 1501), żona Jamesa Butlera, 5. hrabiego Ormonde, i sir Roberta Spencera, miała dzieci z drugiego małżeństwa,
- Małgorzata Beaufort (ok. 1439 – 1474), żona Humphreya Stafforda, hrabiego Stafford, i sir Richarda Dayrella, miała dzieci z obu małżeństw
- Edmund Beaufort (ok. 1439 – 4 maja 1471), 4. Książę Somersetu
- Jan Beaufort (ok. 1455 – 4 maja 1471), hrabia Dorset, zginął pod Tewkesbury
- Joanna Beaufort (ok. 1455 – 11 sierpnia 1518), żona Roberta St Lawrence'a i sir Richarda Frya, miała dzieci z pierwszego małżeństwa
- Tomasz Beaufort (ok. 1455 – ok. 1463)